# ウーマノミクス
ウーマノミクスは、「女性」と「経済」という2つの名詞を組み合わせた造語。新しく確立された理論によって、支点を変更し、それらを再接続したりすることで、従来のマクロ経済に匹敵する新しい経済を構築する試みであり、視点は労働力や消費者としての「女性」となる。

## 定義
「ウーマノミクス」という経済用語は、ゴールドマン・サックスのストラテジスト兼副会長であるキャシー松井によって紹介された。松井は、世界的なトレンドを作る思考リーダー、ビジネスウーマン、経済学者の一人であり、1999年、経済報告書「Buy Female Economy」にて使用した。当時の日本は、女性が高学歴でありながら”女性は家に入る”というライフモデルが一般的であったり、それとは逆に人口減少危機に瀕している日本に対して、経済学的観点から、男女雇用機会均等法がね始根付き始めた日本において、”職場にいる女性を男性と同じ数にすること”を戦略として考えた。この戦略に関連する様々な問題について、経済を豊かにすることを目的として、経済学者でありながら思いやりのある方法で取り組んできた。また、彼女の在り方は、多くの経済苦手意識のある保守的日本人女性達に受け入れられ、世界中の女性を集合的に考える事でマクロ経済に匹敵する新しい経済モデルができる布石となった。

## ウーマノミクスの解釈多様性
- ＮＨＫ現代では、ウーマノミクスを下記のように表現した[1]。

働く女性たちの活躍＝“ウーマノミクス”（女性経済）（2011年1月）
- 「ＨＲ日本最大のネットワーク　日本の人事」というサイトでは、ウーマノミクスを安倍政権の成長政略と位置づけ、下記のように表現している[2]。

「ウーマノミクス」とは、概念であり、女性の活躍による経済の活性化、働き手としても消費者としても女性のパワーがけん引する”経済のあり方”を意味します。安倍政権が成長戦略の一環として女性活躍を推進する方針を打ち出したことから、あらためて注目を集めています。（2013年7月）
- Nippon Communications Foundationでは、ウーマノミクスを、女性パワーが経済をけん引すると位置づけた[3]。

女性は「人口の約半分を占める労働力」で、女性による指導的立場の欠如を指摘している。(2014年7月）
- 「TECH ACADEMY」というサイトでは、ウーマノミクスとは、女性を「労働力」と「消費者」と捉え、下記のように表現している[4]。

働く女性が増えることで、会社などの組織だけでなく、日本経済全体が活性化するという考え方です。女性が労働力として能力を発揮することに加え、家庭の収入が上がり、消費の増加にもつながるとされています。(2019年7月）

## 地方自治体での取り組み
- 埼玉県では、「ウーマノミクスサイト」と題し、企業に対し啓発活動等を行っている[5]。
- 愛知県では、ウーマノミクスの研究会を作り、特に雇用に関する議論を進めている[6]。

平成27年7月に「あいち・ウーマノミクス研究会」を設置し、女性が活躍する産業振興に関する課題や取組、女性の雇用を促進する取組について議論を進め、その結果を踏まえて「あいち・ウーマノミクス推進事業」を実施しています。
- 山形県では、「やまがたウーマノミクス」と名付け、男女共同参画と協同し、平成30年度は合計で47の事業を展開している[7]。

## 大学での取り組み
STEM女性の出現
- STEMとはScience, Technology, Engineering, Mathematicsを総称した大学レベルの専攻で、学問の性質上男女平等が可能となり、また専門職への転職がしやすい為、これらを専攻した女性が注目を集めている。従来の医療関連専門職のためのいわゆる”理系大学”だけでなく、言語学系における科学であれば文系大学や女性大学において専攻が可能で、特にIT企業やIT関連部署への安定した就職や転職が可能である[要出典]。
- 大阪大学では、ウーマノミクスをタイトルにした理系学生・高校生応援のシンポジウムが開催されている[8]。

## 女性起業家・専門職支援
- 経済産業省[9] による女性起業家支援を行っている。
- 様々な女子大学にて、企業家支援やサポートを行っている。
- 会計事務所[10] による専門職への転職支援を行っている。

## 世界の社会起業家の活躍
社会起業家は社会の課題を解決する事を利益追求よりも優先するため、社会起業家を目指す女性も多く、このビジネスモデルの成功がウーマノミクス成功のカギと考えられている。1990年頃より欧州、アフリカ大陸、アジアで活躍しているクリスティン・エングヴィグは社会起業家のパイオニアであり、女性による社会起業家が特に活発であったヨーロッパ諸国では2019年12月フィンランド共和国においてサンナ・マリン首相による女性多数政府が誕生した（19人中12人）。

## 世界の紙幣
2017年9月、イングランド銀行が発行する10ポンド紙幣の裏面は、ジェーン・オースティンに変わった。また2018年頃、ヨーロッパ連合の紙幣には、欧州中央銀行で女性初めての総裁を務めるラガルド・クリスティンのサインが入った。

## ジェンダー・ギャップ指数
- Global Gender Gap Report 2020（ジェンダー・ギャップ指数）では、日本は153か国中121位と過去最低を記録した[11]。

## 議員による支援の難航
- 小沼巧衆議院議員 - 外資コンサルティングファームへのビジネス提案書のプレゼンテーションを支援しているように見えたが、実際には何もしないことが事実である。
- 海江田万里衆議院議員 - 「女性活躍推進法に関連する何か行いましょうか」と話すも、なかなか具体的な方針を出すことはできないでいる。

## 新しい技術・特許等に関するサポート
- 科学技術省
- 特許庁 - 特許や著作権に関連

## 法務省・法律家・世界の取り組み
- 2019年6月、国際労働機関によりハラスメントを全面的に禁止する条例[12] を採択したが、日本は批准を躊躇した。
- 2019年11月、厚生労働委員会にてパワハラ指針案を策定した。しかし、佐々木亮弁護士は、「まるで加害者の弁解カタログ」と表現している[13][14]。
- 2020年4月より、働き方改革関連法の一部である改正労働者派遣法が施行され、派遣事業への対応として「派遣先均等・均衡方式」または「労使協定方式」のいずれかの選択を義務付けた。
- 働き方改革法の一部であるテレワークの推進[15]
- 働き方改革法案の一部である兼業・副業に関する普及促進[16]

## 関連文献
- ウーマノミクス―仕事も家庭もあきらめない新しい「働き方」のカタチ（原著・Claire Shipman/Katty Kay、アルファポリス、2014/7/1、ISBN 978-4434195679）
  - 表紙に、「LEAN IN」の著者であるFacebook COO シェリル・サンドバーグ氏が大絶賛したと書かれている。
- キャシー松井「ウーマノミクス5.0:20年目の検証と提言 〜前進しつつも、改善余地は未だ大きい〜」『月刊 資本市場』第406巻、資本市場研究会、2019年6月、1-19頁、2020年8月3日閲覧。

## 税制および助成金
- 厚生労働省 - 両立支援等助成金[17]
- 経済産業省 - 小規模事業者持続化補助金[18]、ＩＴ導入補助金[19]、中小企業・小規模事業者海外展開戦略支援事業[20] 等